# Kraljeva medalja
Kraljeva medalja ali tudi kraljičina medalja (angleško Royal Medal/The Queen's Medal) je znanstvena nagrada, ki jo vsako leto podeljuje Kraljeva družba iz Londona za »dva najpomembnejša prispevka k napredku naravoslovnega znanja« in za »en izjemen prispevek k uporabnim znanostim« znotraj Skupnosti narodov. Nagrado je ustanovil angleški kralj Jurij IV., prvo pa so podelili leta 1826. Najprej so podelili dve medalji za najpomemnejša dosežka v predhodnjem letu. Nato so obdobje podaljšali na pet let, in ga skrajšali na tri. Format sta podprla britanska monarha Viljem IV, in Viktorija I., ki je leta 1837 spremenila pogoje, tako da so lahko nagrado podelili tudi s področja matematike, vendar le vsako tretje leto. Pogoje so spremenili tudi leta 1850, tako da so jo podeljevali »dvema znanstvenikoma za najpomembnejša prispevka k napredku znanja iz naravoslovja, objavljenima na ozemlju Njenega veličanstva v času ne več kot deset in ne manj kot enega leta, ter z odobritvijo Njenega veličanstva. Nagrada se je lahko podelila na dveh velikih področjih naravoslovnih znanosti.« 
V letu 1995 so sistem podelitve spremenili v sedanjo obliko, po kateri britanski monarh podeljuje tri medalje na pobudo Sveta Kraljeve družbe. Zaradi njene dvojne narave, ki pokriva  tako fizikalne kot biološke vede, prejemnike medalje izbereta dva dela odbora nagrade. Od njene ustanovitve v letu 1826 so medaljo podelili 405-krat.

## Prejemniki

### Od 1826
- 1826 James Ivory, John Dalton
- 1827 Humphry Davy, Friedrich Georg Wilhelm von Struve
- 1828 William Hyde Wollaston, Johann Friedrich Encke
- 1829 Eilert Mitscherlich, Charles Bell
- 1830 Antoine-Jérôme Balard, David Brewster
- 1831 -
- 1832 -
- 1833 John Frederick William Herschel, Augustin Pyrame de Candolle
- 1834 Charles Lyell, John William Lubbock
- 1835 William Rowan Hamilton, Michael Faraday
- 1836 John Frederick William Herschel, George Newport
- 1837 William Whewell
- 1838 Henry Fox Talbot, Thomas Graham
- 1839 Martin Barry, James Ivory
- 1840 Charles Wheatstone, John Frederick William Herschel
- 1841 Eaton Hodgkinson, Robert John Kane
- 1842 John Frederic Daniell, William Bowman
- 1843 Charles Wheatstone, James David Forbes
- 1844 George Boole, Thomas Andrews
- 1845 Thomas Snow Beck, George Biddell Airy
- 1846 Richard Owen, Michael Faraday
- 1847 William Robert Grove, George Fownes
- 1848 Charles James Hargreave, Thomas Galloway
- 1849 Gideon Algernon Mantell, Edward Sabine

### Od 1850
- 1850 Thomas Graham, Benjamin Collins Brodie mlajši
- 1851 George Newport, William Parsons (lord Rosse)
- 1852 Thomas Henry Huxley, James Prescott Joule
- 1853 John Tyndall, Charles Darwin
- 1854 Joseph Dalton Hooker, August Wilhelm von Hofmann
- 1855 John Obadiah Westwood, John Russell Hind
- 1856 William Thomson (lord Kelvin), John Richardson
- 1857 John Lindley, Edward Frankland
- 1858 William Lassell, Albany Hancock
- 1859 Arthur Cayley, George Bentham
- 1860 Augustus Volney Waller, William Fairbairn
- 1861 James Joseph Sylvester, William Benjamin Carpenter
- 1862 Alexander William Williamson, John Thomas Romney Robinson
- 1863 John Peter Gassiot, Miles Joseph Berkeley
- 1864 Warren de la Rue, Jacob Lockhart Clarke
- 1865 Archibald Smith, Joseph Prestwich
- 1866 William Kitchen Parker, William Huggins
- 1867 William Logan, John Bennett Lawes in Joseph Henry Gilbert
- 1868 George Salmon, Alfred Russel Wallace
- 1869 Augustus Matthiessen, Thomas Maclear
- 1870 Thomas Davidson, William Hallowes Miller
- 1871 George Busk, John Stenhouse
- 1872 Thomas Anderson, Henry John Carter
- 1873 Henry Enfield Roscoe, George James Allman
- 1874 William Crawford Williamson, Henry Clifton Sorby
- 1875 Thomas Oldham, William Crookes
- 1876 Charles Wyville Thomson, William Froude
- 1877 Oswald Heer, Frederick Augustus Abel
- 1878 Albert Charles Lewis Gotthilf Günther, John Allan Brown
- 1879 Andrew Crombie Ramsay, William Henry Perkin
- 1880 Andrew Noble, Joseph Lister
- 1881 John Hewitt Jellett, Francis Maitland Balfour
- 1882 John William Strutt (lord Rayleigh), William Henry Flower
- 1883 John Scott Burdon-Sanderson, Thomas Archer Hirst
- 1884 Daniel Oliver, George Howard Darwin
- 1885 Edwin Ray Lankester, David Edward Hughes
- 1886 Peter Guthrie Tait, Francis Galton
- 1887 Alexander Ross Clarke, Henry Nottidge Moseley
- 1888 Osborne Reynolds, Ferdinand von Mueller
- 1889 Thomas Edward Thorpe, Walter Holbrook Gaskell
- 1890 John Hopkinson, David Ferrier
- 1891 Arthur William Rucker, Charles Lapworth
- 1892 Charles Pritchard, John Newport Langley
- 1893 Harry Marshall Ward, Arthur Schuster
- 1894 Joseph John Thomson, Victor Horsley
- 1895 John Murray, James Alfred Ewing
- 1896 Archibald Geikie, Charles Vernon Boys
- 1897 Richard Strachey, Andrew Russell Forsyth
- 1898 John Kerr, Walter Gardiner
- 1899 William Carmichael McIntosh, George Francis FitzGerald

### Od 1900
- 1900 Alfred Newton, Percy Alexander MacMahon
- 1901 William Thomas Blanford, William Edward Ayrton
- 1902 Edward Albert Sharpey-Schafer, Horace Lamb
- 1903 David Gill, Horace Taberrer Brown
- 1904 William Burnside, David Bruce
- 1905 Charles Scott Sherrington, John Henry Poynting
- 1906 Dukinfield Henry Scott, Alfred George Greenhill
- 1907 Ramsay Heatley Traquair, Ernest William Hobson
- 1908 John Milne, Henry Head
- 1909 Ronald Ross, Augustus Edward Hough Love
- 1910 John Joly, Frederick Orpen Bower
- 1911 George Chrystal, William Maddock Bayliss
- 1912 Grafton Elliot Smith, William Mitchinson Hicks
- 1913 Ernest Henry Starling, Harold Baily Dixon
- 1914 William Johnson Sollas, Ernest William Brown
- 1915 William Halse Rivers Rivers, Joseph Larmor
- 1916 Hector Munro Macdonald, John Scott Haldane
- 1917 Arthur Smith Woodward, John Aitken
- 1918 Frederick Gowland Hopkins, Alfred Fowler
- 1919 John Bretland Farmer, James Hopwood Jeans
- 1920 Godfrey Harold Hardy, William Bateson
- 1921 Frederick Frost Blackman, Frank Watson Dyson
- 1922 Joseph Barcroft, Charles Thomson Rees Wilson
- 1923 Charles James Martin, Napier Shaw
- 1924 Henry Hallett Dale, Dugald Clerk
- 1925 Albert Charles Seward, William Henry Perkin mlajši
- 1926 Archibald Vivian Hill, William Bate Hardy
- 1927 Thomas Lewis, John Cunningham McLennan
- 1928 Robert Broom, Arthur Stanley Eddington
- 1929 Robert Muir, John Edensor Littlewood
- 1930 Owen Willans Richardson, John Edward Marr
- 1931 William Henry Lang, Richard Tetley Glazebrook
- 1932 Edward Mellanby, Robert Robinson
- 1933 Patrick Playfair Laidlaw, Geoffrey Ingram Taylor
- 1934 Edgar Douglas Adrian, Sydney Chapman
- 1935 Alfred Harker, Charles Galton Darwin
- 1936 Edwin Stephen Goodrich, Ralph Howard Fowler
- 1937 Arthur Henry Reginald Buller, Nevil Vincent Sidgwick
- 1938 Ronald Aylmer Fisher, Francis William Aston
- 1939 David Keilin, Paul Adrien Maurice Dirac
- 1940 Francis Hugh Adam Marshall, Patrick Maynard Stuart Blackett
- 1941 Ernest Laurence Kennaway, Edward Arthur Milne
- 1942 William Whiteman Carlton Topley, Walter Norman Haworth
- 1943 Edward Battersby Bailey, Harold Spencer Jones
- 1944 Charles Robert Harington, David Brunt
- 1945 Edward James Salisbury, John Desmond Bernal
- 1946 Cyril Dean Darlington, William Lawrence Bragg
- 1947 Frank Macfarlane Burnet, Cyril Norman Hinshelwood
- 1948 James Gray, Harold Jeffreys
- 1949 Rudolph Albert Peters, George Paget Thomson

### Od 1950
- 1950 Carl Frederick Abel Pantin, Edward Victor Appleton
- 1951 Howard Walter Florey, Ian Heilbron
- 1952 Frederic Bartlett, Christopher Kelk Ingold
- 1953 Paul Fildes, Nevill Francis Mott
- 1954 Hans Adolf Krebs, John Douglas Cockcroft
- 1955 Vincent Brian Wigglesworth, Alexander Robertus Todd
- 1956 Owen Thomas Jones, Dorothy Mary Crowfoot Hodgkin
- 1957 Frederick Gugenheim Gregory, William Vallance Douglas Hodge
- 1958 Alan Lloyd Hodgkin, Harrie Stewart Wilson Massey
- 1959 Peter Brian Medawar, Rudolf Ernst Peierls
- 1960 Roy Cameron, Bernard Lovell
- 1961 Wilfrid Le Gros Clark, Cecil Frank Powell
- 1962 John Carew Eccles, Subrahmanyan Chandrasekhar
- 1963 Herbert Harold Read, Robert Hill
- 1964 Francis William Rogers Brambell, Michael James Lighthill
- 1965 Henry Charles Husband, John Cowdery Kendrew, Raymond Arthur Lyttleton
- 1966 Christopher Sydney Cockerell, Frank Yates, John Ashworth Ratcliffe
- 1967 Joseph Hutchinson, John Zachary Young, Cecil Edgar Tilley
- 1968 Gilbert Roberts, Walter Thomas James Morgan, Michael Francis Atiyah
- 1969 Charles William Oatley, Frederick Sanger, George Edward Raven Deacon
- 1970 John Baker, William Albert Hugh Rushton, Kingsley Charles Dunham
- 1971 Percy Edward Kent, Max Ferdinand Perutz, Gerhard Herzberg
- 1972 Wilfrid Bennett Lewis, Francis Harry Compton Crick, Derek Barton
- 1973 Edward Penley Abraham, Rodney Robert Porter, Martin Ryle
- 1974 George Edwards, Sydney Brenner, Fred Hoyle
- 1975 Barnes Wallis, David Chilton Phillips, Edward Bullard
- 1976 Alan Walsh, James Learmonth Gowans, John Warcup Cornforth
- 1977 John Bertram Adams, Hugh Esmor Huxley, Peter Hirsch
- 1978 Tom Kilburn, Roderic Alfred Gregory, Abdus Salam
- 1979 Vernon Ellis Cosslett, Hans Walter Kosterlitz, Charles Frank
- 1980 John Paul Wild, Henry Harris, Denys Wilkinson
- 1981 Ralph Riley, Marthe Louise Vogt, Geoffrey Wilkinson
- 1982 William Hawthorne, Cesar Milstein, Richard Henry Dalitz
- 1983 Daniel Joseph Bradley, Wilhelm Siegmund Feldberg, John Frank Charles Kingman
- 1984 Alexander Lamb Cullen, Mary Frances Lyon, Alan Rushton Battersby
- 1985 John Hadji Argyris, John Bertrand Gurdon, Roger Penrose
- 1986 EA Ash, Richard Doll, Rex Richards
- 1987 Gustav Victor Rudolf Born, Eric Denton, Francis Graham Smith
- 1988 Harold Everard Monteagle Barlow, Winifred M Watkins, GK Batchelor
- 1989 John Vane, David Weatherall, John Charles Polanyi
- 1990 Olgierd Cecil Zienkiewicz, Anne Laura McLaren, Michael Victor Berry
- 1991 John Mason, Michael John Berridge, Dan Peter McKenzie
- 1992 David Tabor, Anthony Epstein, Simon Kirwan Donaldson
- 1993 R Hill, Horace Basil Barlow, Volker Heine
- 1994 Salvador Moncada, Eric H. Mansfield, Sivaramakrishna Chandrasekhar
- 1995 Donald Metcalf, Paul M. Nurse, RJP Williams
- 1996 RA Hinde, J Heslop-Harrison, Andrew Wiles
- 1997 Geoffrey Eglinton, John Maynard Smith, Donald Hill Perkins
- 1998 Edwin Mellor Southern, Ricardo Miledi, Donald Charlton Bradley
- 1999 John Frank Davidson, Patrick David Wall, Archibald Howie

### Od 2000
- 2000 Timothy Berners-Lee, Geoffrey Burnstock, Keith Usherwood Ingold
- 2001 Richard Gardner, Gabriel Horn, Sam Edwards
- 2002 Richard Peto, Suzanne Cory, Raymond Freeman
- 2003 Kenneth Johnson, John Skehel, Nicholas John Shackleton
- 2004 James W. Black, Alec Jeffreys, Lord Lewis of Newnham
- 2005 Michael Fisher, Anthony Pawson, Michael Pepper
- 2006 John Pendry, Tim Hunt, David Baulcombe.
- 2007 James Feast, Cyril Hilsum, Tomas Lindahl
- 2008 Robert Ernest Mortimer Hedges, Philip Cohen, Alan Roy Fersht
- 2009 Cintamani Nagesa Ramacandra Rao, Ronald Laskey, Christopher Martin Dobson
- 2010 Peter Knight, Azim Surani, Allen Hill
- 2011 Steven Ley, Robin Holliday, Gregory Winter
- 2012 Tom Kibble, Kenneth Murray, Andrew Bruce Holmes
- 2013 Rodney James Baxter, Walter Bodmer, Peter Wells
- 2014 Terence Tao, Tony Hunter, Howard Morris
- 2015 Jocelyn Bell Burnell, Elizabeth Blackburn, Christopher Llewellyn Smith
- 2016 John Meurig Thomas, Elizabeth Robertson, John Goodby
- 2017 Paul Corkum, Peter Raymond Grant, Rosemary Grant, Melvyn Greaves